# Neal Maupay
Neal Maupay (* 14. srpna 1996 Versailles) je francouzský profesionální fotbalista, který hraje na pozici útočníka za francouzský klub Olympique Marseille, kde je na hostování z Evertonu. Je také bývalým francouzským mládežnickým reprezentantem.

## Reprezentační kariéra
Díky původu své matky má i argentinské občanství.
Neal Maupay prošel francouzskými mládežnickými reprezentacemi U16, U17, U19 a U21.